# Armen Harutjunjan

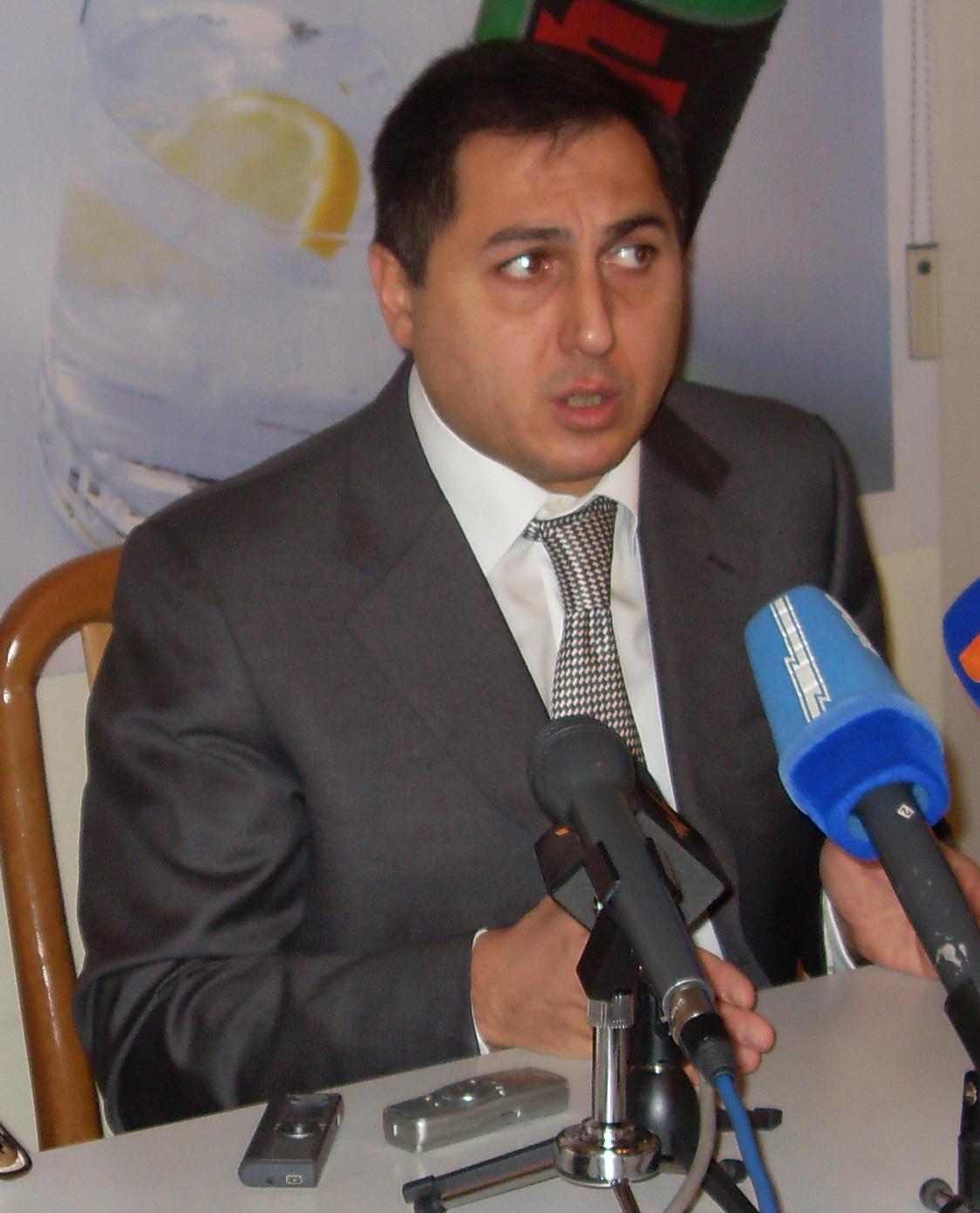
Harutjunjan 2008

Armen Harutjunjan (armenisch Արմեն Հարությունյան, engl. Transkription Armen Harutyunyan; * 7. März 1964 in Jerewan) ist ein armenischer Jurist und ehemaliger Richter am Europäischen Gerichtshof für Menschenrechte.

## Leben und Wirken
Harutjunjan studierte von 1981 bis 1986 Rechtswissenschaften an der Staatlichen Universität Jerewan. Anschließend promovierte er am Institut für Staats- und Rechtswissenschaften der Akademie der Wissenschaften der UdSSR, wo er 1989 zum dem deutschen Doktortitel entsprechenden Kandidat der Wissenschaften ernannt wurde. Anschließend war er als Assistenzprofessor für Verfassungs- und internationales Recht an der Staatlichen Universität Jerewan tätig. Nach seiner Habilitation 1997 wurde er dort ordentlicher Professor. Ab 1997 war er Mitglied der Verfassungsreformkommission Armeniens und gleichzeitig als Berater des armenischen Verfassungsgerichtshofes tätig. 2002 verließ Harutjunjan die Universität Jerewan und wurde Rektor der armenischen Akademie für öffentliche Verwaltung. Von 2002 bis 2011 war er zudem stellvertretender Repräsentant Armeniens bei der Venedig-Kommission. Von 2011 bis 2014 war er Regionaler Vertreter des Hohen Kommissars für Menschenrechte für Zentralasien.
Im Juni 2015 wurde Harutjunjan als Nachfolger von Alwina Gjulumjan als Vertreter Armeniens zum Richter am Europäischen Gerichtshof für Menschenrechte gewählt. Er trat seine voraussichtlich bis 2024 dauernde Amtszeit am 17. September 2015 an. Da sich die Wahl seines Nachfolgers verzögerte, blieb Harutjunjan länger im Amt; im April 2025 wurde Wahe Grigorjan schließlich als sein Nachfolger eingeführt.